# 地底 (X-ファイルのエピソード)
「地底」（原題:Firewalker）は『X-ファイル』のシーズン2第9話で、1994年11月18日にFOXが初めて放送した。

## スタッフ
- 監督：デヴィッド・ナッター
- 脚本：ハワード・ゴードン

## キャスト

### レギュラー
- デイヴィッド・ドゥカヴニー - フォックス・モルダー特別捜査官
- ジリアン・アンダーソン - ダナ・スカリー特別捜査官

### ゲスト
- ブラッドリー・ウィットフォード - ダニエル・トレプコス
- リーランド・オーサー - ジェイソン・ルドウィグ
- ショウニー・スミス - ジェシー・オニール、大学院生。
- タック・ミリガン - アダム・ピアース博士、ロボット・エンジニア。
- ヒロ・カナガワ - ピーター・タナカ、システム・アナリスト。

## ストーリー
ダニエル・トレプコス率いる研究者チームは、オレゴン州のアヴァロン火山でファイヤーウォーカーというロボットを用いた調査を行っていた。当初、アダム・ピアース博士も調査チームの一員として同行する予定だったが、トレプコスとの仲たがいによりチームを離れる。ある時、ピアース博士はカリフォルニア工科大学でファイヤーウォーカーから送られてきた映像データを受信していたところ、調査チームの一員であるフィル・エリクソン博士の死体を見つける。さらに、生き物が住めないほど高温であるはずの洞窟内で、物陰で何かが動くのを見たピアース博士は仰天する。博士が呆然としている間に、何者かがファイヤーウォーカーのカメラを破壊したため、通信が切断されてしまう。
ピアース博士はモルダーとスカリーに事件の調査を依頼する。スカリーは前話「昇天 Part.3」で昏睡状態に陥っていたことから、モルダーは彼女を残して調査に向かおうとしたが、本人の要望により彼女も連れて現地へ赴く。アヴァロン火山に到着するとすぐに、博士は森の中にある調査チームの備品を点検しに行く。現地のラボを調査しに来た2人は、酷く怯えた様子の調査チームのメンバーであるルドウィグとタナカとオニールを見つけ、3人からトレプコスが正気を失ってラボを滅茶苦茶にしたという証言を得る。その頃、ピアース博士はトレプコスに絞め殺される。
ピアース博士の死体を発見したモルダーとスカリーは、トレプコスの実験ノートから発狂の動機を探ろうとした。ノートにはアヴァロン火山にケイ素生物が存在するという主旨のことが記述されていた。モルダーはその記述を信じたのに対し、スカリーはトレプコスの精神異常を疑う。そんな中、タナカが突然発作を起こして高熱を出すが、なぜか彼はスカリーの診察を拒否する。モルダーは、ストレッチャーに乗せられたタナカの首下に脈打つ腫れ物を見つける。それを指摘されたタナカは森へと逃げ込んだが、触手らしきものが喉を突き破ったため絶命した。スカリーがタナカを解剖したところ、彼の肺に砂が詰まっていることが判明した。それはケイ素生命体の存在を示唆する間接的な証拠でもあった。スカリーは生命体がウィルスのような性質を持っているという判断を下し、モルダーは防疫管理センターに連絡し、現地の調査を依頼する。
モルダーとルドウィグは危険を承知の上で、トレプコスを探しに火山の洞窟へ行く。2人がファイヤーウォーカーを見つけたところ、トレプコスが現れてルドウィグを射殺する。その後、トレプコスは、ルドウィグもケイ素生命体に感染しているとして彼の死体を焼却する。
トレプコスによると、最初の探索でファイヤウォーカーが持ち帰った岩石サンプルをエリクソンが分析した際、サンプル内部に含まれていたケイ素生命体が四散し、エリクソンとその周辺の人々が死亡したという。トレプコスはケイ素生命体が宿主を操り、次の宿主へと確実に移れるようにしているとモルダーに告げる。一方ラボでは、生命体に操られたオニールがスカリーに手錠をかけるが、スカリーによって密閉空間に放り込まれ、生命体はスカリーへの寄生に失敗する。
モルダーとともにラボに到着したトレプコスは、自分を死んだことにしてくれとモルダーに頼み込む。その願いを聞き入れたモルダーは、自分とスカリーだけが生き残ったと救助隊に伝える。救助された2人が1ヶ月の間隔離生活を送る間、アヴァロン火山を訪れた米軍の調査隊はファイヤーウォーカーの回収に成功したが、損傷が酷すぎてデータを修復することが出来なかった。また、遺体が発見されなかったトレプコスとオニールは行方不明扱いとなる。
一方、トレプコスはオニールの死体を抱え、アヴァロン火山の洞窟の奥へと進む。

## 製作
ハワード・ゴードンはNASAがダンテ計画（ロボットの探査機を火山調査に送り込む計画）を進めているというニュースから本エピソードのインスピレーションを得た。クリス・カーターは「ミソロジー系ではない続き物のエピソードをやろうという話になったのはこのエピソードが初めてだったと思う。言い換えれば、『X-ファイル』は単にある世界観に基づいて登場人物たちを掘り下げていく番組ではないということなんだ。」と述べている。しかし、ゴードンは「あのエピソードで、私はモルダーの真実の探求がたどり着くかもしれない結末の一つを掘り下げられると思った。トレプコスというキャラクター及びモルダーとトレプコスのやり取りの中に、このテーマは反響している」と回顧している。また、ジョゼフ・コンラッドの小説『闇の奥』の結末と本エピソードの結末を比較して、ゴードンは「真実の探求が狂気へとたどり着くのはごく自然なことである」とも述べている。
火山のあるカスケード山脈は撮影の拠点であったバンクーバーから遠すぎたため、ロケ地にはバンクーバー近くの森林が使われた。研究所のシーンはブリティッシュコロンビア州にある水力発電所の一つで撮影された。一方、火山の洞窟はセットを組んだ後にクレーンを駆使して撮影された。なお、ベースキャンプのシーンの撮影に使われたセットは、『超感覚刑事ザ・センチネル』の製作チームに売却された。

## 評価
1994年11月18日、FOXは本エピソードを初めてアメリカで放映し、1520万人の視聴者（860万世帯）を獲得した。
『エンターテインメント・ウィークリー』は本エピソードにD-評価を下し、「視聴者を馬鹿にしているのかと思えるほど酷い。」「『エイリアン』と「氷」を盗作したかのような作品だ。」と批判している。『A.V.クラブ』のザック・ハンドルンは「「地底」ではシリーズの基本に立ち返るというアプローチが使用されている。だからこそ、スカリーがアブダクトされたという事実が本編内で言及されているのだ。」「シーズン2にとって、「地底」は全くの時間の無駄だったが、モルダーとスカリーのコンビを復活させる手段としては十分機能した」と述べている。
本エピソードは「モルダーとスカリーが辺境の地で未知の生命体と遭遇する」というテーマを扱っている点において、シーズン1第8話「氷」と第20話「闇」と共通している。ジェームズ・ワンはそれを指摘した上で、「もしも、あるテレビ番組が自分自身を食いつぶすようになったら、やがては酷い状況に陥るだろう」と述べている。一方、ハワード・ゴードンは「このエピソードが「氷」と似た部分を有しているというのは私も理解している。しかし、似た部分を超える何かがあるのならば、そこには相違点もあるはずである。」と述べている。
ゴードンはデヴィッド・ナッターの演出とトビー・リンダラが担当した特殊効果を称賛している。クリス・カーターは「ナッターの演出には新鮮味があるし、ゲスト陣の演技もとても良かった」と本エピソードを高く評価している。